# Veseris
Veseris è un'antica città di origine osca che si trovava in Campania, probabilmente alle pendici del Vesuvio, anche se diversi studiosi sostengono che si trattasse di un fiume.

## Descrizione
Tito Livio vi accenna in riferimento alla battaglia del Vesuvio che nel 340 a.C. vide i romani sconfiggere i Latini nel primo scontro della guerra Latina:
(Tito Livio)
.
Aurelio Vittore invece si riferisce a Veseris come ad un fiume, che alcuni identificano con l'Ausente.
Intorno al 1830 furono rinvenuti rari didrammi campani recanti caratteri greci e oschi che furono interpretati come Fensern o Fensernum, che potrebbero etimologicamente essere l'origine della parola Veseris. Veseris sarebbe quindi il nome di una città osca.